# 12687 de Valory
12687 de Valory (tên chỉ định: 1987 YS1) là một tiểu hành tinh vành đai chính. Nó được phát hiện bởi Eric Walter Elst và Guido Pizarro ở Đài thiên văn La Silla ở Chile ngày 17 tháng 12 năm 1987. Nó được đặt theo tên Guy Louis Henri, Marquis de Valory, a French aristocrat of the 18th century và friend thuộc Voltaire.